# توماس مودي
توماس إتش مودي (بالإنجليزية: Thomas H. Moodie)‏ وهو سياسي أمريكي ينتمي إلى ( الحزب الجمهوري) وحاكم ولاية داكوتا الشمالية ولد توماس مودي في 26 مايو من سنة 1878 في مدينة وينونا في ولاية مينيسوتا الأمريكية بعد تنصيبه كحاكم على ولاية داكوتا الشمالية في 7 ياير من سنة 1935 اتضح على أنه قد صوت في الانتخابات البلدية لسنة 1935 في ولاية مينيسوتا الأمريكية وعلى أنه لم يقم في الولاية مدة الخمس السنوات الإلزامية المتتالية قبل الانتخابات لكي تكون مؤهلة للحصول على منصب الحاكم في الولاية فقررت المحكمة العليا في ولاية داكوتا الشمالية على أن توماس مودي غير مؤهل للعمل فأقيل مودي من منصبه في 16 فبراير من نفس العام توفي توماس مودي في 3 مارس من سنة 1948 في سبوكان في ولاية واشنطن.